# Backlash 2025
 Backlash 2025 of Backlash St. Louis was de 20e editie  van het professioneel worstel-pay-per-view (PPV) en livestream WWE Network evenement van Backlash dat georganiseerd werd door WWE voor hun Raw en SmackDown brands. Het evenement vond plaats  op 10 mei 2025 in het Enterprise Center in St.Louis, Missouri. 

## Productie

### Verhaallijnen
Het evenement bevatte wedstrijden die voortkwamen uit gescripte verhaallijnen. De uitslagen werden van tevoren bepaald door de schrijvers van WWE voor de Raw- en SmackDown-merken, terwijl de verhaallijnen werden ontwikkeld op WWE's wekelijkse tv-shows, Monday Night Raw en Friday Night SmackDown.
| # | Wedstrijd                                                         | Winnaar               | Opmerking(en)                                                              | Bron  |
| - | ----------------------------------------------------------------- | --------------------- | -------------------------------------------------------------------------- | ----- |
| 1 | John Cena (vk) vs. Randy Orton                                    | John Cena (vk)        | Een-tegen-een wedstrijd voor het Undisputed WWE Championship               | [ 2 ] |
| 2 | Lyra Valkyria (vk) vs. Becky Lynch                                | Lyra Valkyria (vk)    | Een-tegen-een wedstrijd voor het WWE Women's Intercontinental Championship | [ 3 ] |
| 3 | Pat McAfee vs. Gunther                                            | Gunther               | Een-tegen-een wedstrijd                                                    | [ 4 ] |
| 4 | Jacob Fatu (vk) vs. LA Knight vs. Damian Priest vs. Drew McIntyre | Jacob Fatu (vk)       | Fatal four-way match voor het WWE United States Championship               | [ 5 ] |
| 5 | Dominik Mysterio (vk) vs. Penta                                   | Dominik Mysterio (vk) | Een-tegen-een wedstrijd voor het WWE Intercontinental Championship         | [ 6 ] |